# Салвариди, Стилиан Иванович
Стилиан Иванович Салвариди (1910 год, село Дагва, Батумский уезд, Батумская область, Российская империя — 1966 год, село Дагва, Кобулетский район, Аджарская АССР, Грузинская ССР) — звеньевой колхоза имени Ворошилова Дагвинского сельсовета Кобулетского района Аджарской АССР, Грузинская ССР. Герой Социалистического Труда (1949).

## Биография
Родился в 1910 году в крестьянской семье в селе Дагва Батумского уезда. Окончил местную сельскую школу. Одним из первых вступил в начале 1930-х в колхоз имени Ворошилова Кобулетского района с усадьбой в селе Дагва, первым председателем которого с 1933 года был Христо Лавасас. После организации в колхозе бригадной структуры стал трудиться звеньевым в бригаде № 5, которую возглавлял бригадир Алкивиад Иванович Симвулиди.
За звеном Стилиана Салвариди, состоящим из 16 тружеников, был закреплён участок чайной плантации площадью 3 гектара и цитрусового сада площадью 2 гектара. В 1948 году звено под его руководством собрало в среднем с каждого гектара по 8098 килограмм сортового зелёного чайного листа с площади 2,1 гектара. Указом Президиума Верховного Совета СССР от 29 августа 1949 года удостоен звания Героя Социалистического Труда за «получение высоких урожаев сортового зелёного чайного листа и цитрусовых плодов в 1948 году» с вручением ордена Ленина и золотой медали «Серп и Молот» (№ 4670).
Этим же указом званием Героя Социалистического Труда были награждены председатель колхоза Христо Елефтерович Лавасас и одиннадцать тружеников колхоза, в том числе агроном Герасим Панаётович Андреади, звеньевые Перикли Лукич Каситериди, Лазарь Диитриевич Кимициди, колхозники Феофиолакт Христофорович Неаниди, Калиопи Анестиевна Павлиди, Елена Христовна Каситериди, Анести Христофорович Мурадов, Ольга Петровна Мурадова, София Дмитриевна Симвулиди, Хатиджа Мамудовна Эминадзе.
За выдающиеся трудовые результаты по итогам 1950 года был награждён Орденом Трудового Красного Знамени, а его бригадир Алкивиад Симвулиди был удостоен звания Героя Социалистического Труда.
Проживал в родной деревне Дагва. Умер в 1966 году. Похоронен на местном сельском кладбище.
Награды
- Герой Социалистического Труда
- Орден Ленина
- Орден Трудового Красного Знамени (01.09.1951)